# Beardmore 120 hp
O Beardmore 120 hp, foi um motor aeronáutico britânico de seis cilindros refrigerado a água cujo primeiro voo ocorreu em 1914, ele foi construído pela William Beardmore and Company como uma versão licenciada do Austro-Daimler 6.

## Projeto e desenvolvimento
O motor utilizava cilindros de ferro fundido e pistõe côncavos de aço. Produzido entre Agosto de 1914 a Dezembro de 1918, esse modelo equipou muitos aviões da Primeira Guerra Mundial.

## Utilização
- Airco DH.1
- Airco DH.3
- Armstrong Whitworth F.K.3
- Armstrong Whitworth F.K.8
- Bristol T.T.A.
- Cody V
- Martinsyde Elephant
- Royal Aircraft Factory F.E.2
- Royal Aircraft Factory R.E.5
- Royal Aircraft Factory R.E.7
- Vickers F.B.14
- White and Thompson No. 3